# Naples Foot-Ball Club 1919-1920
Questa voce raccoglie le informazioni riguardanti il Naples Foot-Ball Club nelle competizioni ufficiali della stagione 1919-1920.

## Divise
| Manica sinistra · Manica sinistra · Maglietta · Maglietta · Manica destra · Manica destra · Pantaloncini · Calzettoni |

## Organigramma societario
Area direttiva
- Presidente:

Area tecnica
- Allenatore:

## Rosa
| N. |                   | Ruolo | Calciatore          |
| -- | ----------------- | ----- | ------------------- |
|    | Italia (bandiera) | P     | Guido Cavalli       |
|    | Italia (bandiera) | D     | Arturo Tizzano      |
|    | Italia (bandiera) | A     | Ernesto Ghisi       |
|    | Italia (bandiera) |       | Mario Argento       |
|    | Italia (bandiera) | A     | Tommaso Caramanna   |
|    | Italia (bandiera) | A     | Aldo Casabona       |
|    | Italia (bandiera) |       | Casacchia           |
|    | Italia (bandiera) |       | D'Errico            |
|    | Italia (bandiera) |       | Luigi De Manes      |
|    | Italia (bandiera) | D     | Gaetano Del Pezzo   |
|    | Italia (bandiera) | C     | Mario Enrico Dodero |
|    | Italia (bandiera) |       | Gattegna            |
|    | Italia (bandiera) |       | Guidotti            |

| N. |                    | Ruolo | Calciatore             |
| -- | ------------------ | ----- | ---------------------- |
|    | Italia (bandiera)  |       | Laddameda              |
|    | Italia (bandiera)  |       | Molaschi               |
|    | Italia (bandiera)  |       | Pentone                |
|    | Brasile (bandiera) |       | Pepe                   |
|    | Italia (bandiera)  |       | Perrone                |
|    | Italia (bandiera)  |       | Picone                 |
|    | Italia (bandiera)  |       | Ruffino                |
|    | Italia (bandiera)  |       | Romanelli              |
|    | Italia (bandiera)  |       | Giusto Senes           |
|    | Italia (bandiera)  |       | Trapanese              |
|    | Italia (bandiera)  |       | Paolo Virgilio Uccello |
|    | Italia (bandiera)  |       | Valente                |
|    | Italia (bandiera)  |       | Verdinois              |

## Risultati

### Prima Categoria

#### Girone di andata
| Arbitro: | Pauzano |

|              |           |            |
| Molaschi 25’ | Marcatori | 37’ Parodi |

| Arbitro: | Argento (Napoli) |

|               |           |          |
| Maisto Sacchi | Marcatori | Molaschi |

| Arbitro: | Lucignano |

|                              |           |                                   |
| Molaschi ?’ (rig.) Romanelli | Marcatori | ?’ (rig.) Marzorati Corcos Aielli |

| Arbitro: | Lucignano |

|           |           |                            |
| Galtrucco | Marcatori | Ruffino Romanelli Casabona |

#### Girone di ritorno
| Arbitro: | Del Pezzo (Napoli) |

|            |           |               |
| Parodi 11’ | Marcatori | 42’ Caramanna |

| Arbitro: | Pauzano |

|                   |           |                |
| Steiger ?’ (aut.) | Marcatori | , Sacchi Volpe |

| Arbitro: | Barra |

|                                           |           |  |
| Molaschi , Caramanna , Casabona Pentone , | Marcatori |  |

| Arbitro: | Lucignano |

|                            |           |          |
| Marzorati ?’ (rig.) Aiello | Marcatori | Molaschi |

## Statistiche
Statistiche aggiornate all'8 febbraio 1920.

### Statistiche di squadra
| Competizione    | Punti | In casa | In casa | In casa | In casa | In casa | In casa | In trasferta | In trasferta | In trasferta | In trasferta | In trasferta | In trasferta | Totale | Totale | Totale | Totale | Totale | Totale | DR |
| Competizione    | Punti | G       | V       | N       | P       | Gf      | Gs      | G            | V            | N            | P            | Gf           | Gs           | G      | V      | N      | P      | Gf     | Gs     | DR |
| --------------- | ----- | ------- | ------- | ------- | ------- | ------- | ------- | ------------ | ------------ | ------------ | ------------ | ------------ | ------------ | ------ | ------ | ------ | ------ | ------ | ------ | -- |
| Prima Categoria | 6     | 4       | 1       | 1       | 2       | 11      | 7       | 4            | 1            | 1            | 2            | 6            | 7            | 8      | 2      | 2      | 4      | 17     | 14     | +3 |
| Totale          | 6     | 4       | 1       | 1       | 2       | 11      | 7       | 4            | 1            | 1            | 2            | 6            | 7            | 8      | 2      | 2      | 4      | 17     | 14     | +3 |

### Statistiche dei giocatori
| Giocatore    | Prima Categoria | Prima Categoria |
| Giocatore    | Presenze        | Reti            |
| ------------ | --------------- | --------------- |
| M. Argento   | 1               | 0               |
| Caramanna    | 4               | 3               |
| Casabona     | 7               | 2               |
| Casacchia    | 1               | 0               |
| G. Cavalli   | 8               | -14             |
| D'Errico     | 1               | 0               |
| L. De Manes  | 2               | 0               |
| G. Del Pezzo | 2               | 0               |
| Dodero       | 6               | 0               |
| Gattegna     | 6               | 0               |
| E. Ghisi     | 1               | 0               |
| Guidotti     | 4               | 0               |
| Laddameda    | 2               | 0               |
| Molaschi     | 8               | 6               |
| Pentone      | 2               | 2               |
| Pepe         | 2               | 0               |
| Perrone      | 1               | 0               |
| Picone       | 2               | 0               |
| Ruffino      | 6               | 1               |
| Romanelli    | 3               | 2               |
| G. Senes     | 2               | 0               |
| Tizzano      | 6               | 0               |
| Trapanese    | 1               | 0               |
| P.V. Uccello | 1               | 0               |
| Valente      | 5               | 0               |
| Verdinois    | 4               | 0               |